# Pipistrellus anthonyi
Pipistrellus anthonyi är en fladdermusart som beskrevs av Tate 1942. Pipistrellus anthonyi ingår i släktet Pipistrellus och familjen läderlappar. Internationella naturvårdsunionen kategoriserar arten globalt som otillräckligt studerad. Inga underarter finns listade i Catalogue of Life.
Denna fladdermus förekommer i en liten region vid gränsen mellan Kina och Myanmar. Det är en bergstrakt som ligger cirka 2100 meter över havet. I området finns lövfällande skogar, barrskogar och jordbruksmark.